# Leal e Valerosa Cidade de Porto Alegre

Escudo de la ciudad de Porto Alegre

Leal e Valerosa Cidade de Porto Alegre es un título otorgado a la ciudad brasileña de Porto Alegre, capital del estado de Río Grande del Sur.
Fue otorgado a la ciudad por el emperador Pedro II en virtud de su posición favorable al imperio durante la Revolución Farroupilha, resistiendo tres sitios realizados por las fuerzas rebeldes. En el decreto que otorgó el título, se utilizó la palabra "Valorosa" en vez de "Valerosa".
La confusión sobre la grafía correcta persiste hasta la actualidad tanto en la idea popular como entre los historiadores. Un compendio de leyes del imperio de 1849 dice textualmente, en la voz "ciudades" lo siguiente: "La de Porto Alegre (recibió el título) de "Leal e Valorosa". Decr. 103, 10 de octubre de 1841.